# Вибори до Бундестагу 2009
Вибори до Бундестаґу 2009 (нім. Bundestagswahl 2009) — вибори до німецького Бундестаґу 17-го скликання, що відбулись 27 вересня 2009 року.
Двома основними кандидатами на посаду голови уряду стали діючий канцлер Ангела Меркель (від блоку ХДС/ХСС) та міністр закордонних справ і віце-канцлер Франк-Вальтер Штайнмайєр (від СДПН).
Вибори принесли перемогу «чорно-жовтій» коаліції партій ХДС/ХСС та ВДП. Соціал-демократи показали найгірший результат з 1949 року. Явка виборців склала 70,78 відсотка — найнижчий рівень з моменту заснування ФРН.

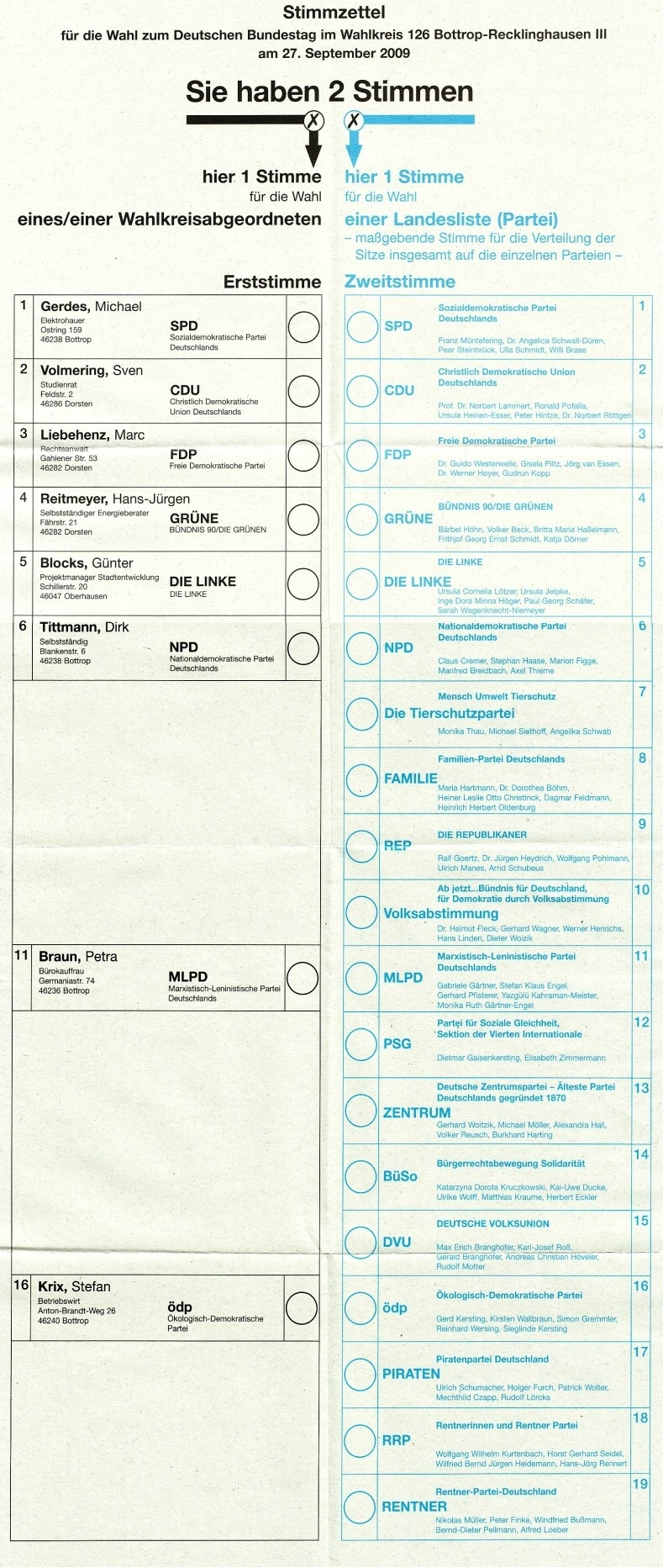
Бюлетень для голосування в землі Північний Рейн-Вестфалія (округ 126)

## Передвиборчі платформи партій

### Передвиборча платформа ХДС/ХСС
Передвиборча платформа блоку ХДС/ХСС називалась «У нас є сили - Єдині для нашої країни». Головную метою ХДС/ХСС проголошував економічне зростання. Для підтримки цього програма передбачала зниження податків. Базова ставка податку повинна бути зменшена у 2 етапи з 14 до 12 відсотків. Більш високою ставкою мають оподатковуватися доходи вище 60.000 €. ХДС/ХСС виступив за соціальну ринкову економіку «моделі міжнародного фінансового та економічного порядку». Контроль фінансових ринків, банківського нагляду в Німеччині повинен бути об'єднаний під одним дахом.
ХДС/ХСС виступив за продовження експлуатації існуючих ядерних об'єктів. Водночас будівництво нових атомних електростанцій повинно бути забороненим. До 2020 року частка відновлюваних джерел повинна була збільшитися 30 відсотків.
ХДС/ХСС закликав до часткової приватизації залізниць. Залізнична мережа і станції мали залишитись в руках федерального уряду.
В програмі ХДС/ХСС передбачалося створити пенсійну систему з 3 джерел: державного фонду, приватних фондів і страхових фондів. ХДС/ХСС підтримував збільшення пенсійного віку до 67 років. ХДС/ХСС виступив проти державного медичного страхування і за приватне страхування. Програма передбачала виділення на освіту не менше 3 відсотків.
ХДС/ХСС виступила за посилення кримінального законодавства, особливо для іноземців та молоді. Більш м'які правила для правопорушників віком від 18 до 21 років мають бути відмінені.
В зовнішній політиці ХДС/ХСС поставила за мету розширення тіснішої співпраці з США. Замість вступу до ЄС Туреччині мала бути запропоновано привілейоване партнерство.
Серед найвірогідніших партнерів по коаліції ХДС/ХСС була партія ВДП.

### Передвиборча платформа СДПН
Передвиборча платформа блоку СДПН називалась «Соціально та демократично. Беремося. Для Німеччини».
СДПН планувала у своєму передвиборчому маніфесті поєднати зниження і збільшення податків. Податки для сімей з низьким рівнем доходів мали бути знижені, а так званий «податок на багатство» мав бути збільшений з 45 до 47 відсотків для річний доходів більших ніж 125 000 € (250 000 € для подружніх пар). Базову ставку податку планувалося знизити з 14 до 10 відсотків у 2010 році і підвищити дитячу допомогу до 200 €. З метою зміцнення німецької економіки в майбутньому, СДПН обіцяла створювати стимули для капіталовкладень в екологічно чисті і стійкі проекти.
СДПН виступила за поетапну відмову від ядерної енергетики до 2021 року. Метою уряду мало стати перехід до 2030 року до виробництва 50% електроенергії з поновлюваних джерел енергії.
СДПН виступила проти приватизації залізниць.
В програмі СДПН передбачалося поступове підвищення віку виходу на пенсію до 67 років до 2029 року.
Передвиборча програма СПДН передбачала збільшення податкових субсидій на медичне обслуговування, термінів виплати батьківської допомоги та неповного робочого тижня з 7 до 16 місяців.
СДПН виступила за виведення ядерної зброї США. Місія в Афганістані мала бути продовжена.
Серед найвірогідніших партерів по коаліції СДПН були «Зелені».

### Передвиборча платформа ВДП
Програма ВДП носила назву «Німецька програма 2009».
ВДП обіцяла спростити податкову систему. Мав бути введений триступеневий тариф, яка забезпечує податок у 10% при річному доходу до 20 000 €, 25% при 20000 - 50000 євро і 35% для річного доходу більше ніж 50 000 євро. Також програма ВДП передбачала зниження податків на корпорації.
В програмі ВДП передбачалось збільшення допомоги на дитину до 200 €. Програма ВДП передбачала розпущення Федерального агентства праці, відміна закону про мінімальну заробітну плату. Колективні договори мали бути замінені трудовими спілками за згодою роботодавців і працівників. Одностатеві партнерства повинні бути прирівняні до шлюбу.
ВДП закликала до приватизації залізниць. Залізнична мережа і станції мали залишитись в руках федерального уряду. ВДП виступила за зниження ПДВ на енергію з 19 до 7 відсотків.
Програма ВДП передбачала скасування військового обов'язку. Згідно з програмою ВДП Німеччина мала добиватися отримання членства у Раді Безпеки ООН

### Передвиборча платформа «Зелених»
Програма «Зелених» носила назву «Зелений новий соціальний контракт».
Основна мета програми «Зелених» полягала в тому, щоб знайти вихід з проблем екологічного клімату та економічної кризи шляхом інвестування в області захисту клімату, освіти і систему охорони здоров'я. Програма партії передбачала заміну транспортного податку на прогресивний податок на СО2, встановлення теплоізоляції на всіх будинках у Німеччині.
«Зелені» наполягали на включені захисту клімату як національної мети в конституцію. Також «Зелені» виступають за посилення захисту особистого життя, прав споживачів.
Програма «Зелених» передбачала встановлення законом мінімальної заробітної плати 7,50 євро за годину.
Зелені виступили за ядерне роззброєння НАТО.

### Передвиборча платформа «Лівих»
Програма «Лівих» носила назву «Послідовно соціально. За демократію і мир.»
Програма «Лівих» передбачала «соціально справедливу податкову реформу», згідно з якою передбачалося зменшення оподаткування середніх та низьких доходів і збільшення до 53 відсотків податку з доходу 65 000 € (130 000 € для подружніх пар).
У програмі «Лівих» передбачалося розробити інвестиційну програму 200 млрд € на рік. Передбачалося збільшення термінів виплати батьківської допомоги до 12 місяців та 24 місяців ( для батьки-одинаків). «Ліві» виступили проти приватизації лікарень і медичних центрів.
«Ліві» виступили проти приватизації залізниць. Програма «Лівих» передбачалося виділення 2,5 мільярди євро для залізничного транспорту. Енергетичний сектор повинен був бути переданим державну власність і поступово переводитися на відновлювальні джерела.
Програма «Лівих» передбачала введення мінімальної зарплати 8,71 євро і поетапне підвищення до 10 євро за годину.
Передвиборча програма «Лівих» передбачала закріплення права на освіту в основному законі, виділення на освіту 7 відсотків від обсягу виробництва.
«Ліві» виступали за заміну НАТО системою колективної безпеки за участю Росії та за негайне виведення військ бундесверу з Афганістану.

## Результати
Результати виборів у бундестаґ.
|                                     | Голосів за партійний список | Голосів за партійний список | Отримано в одномандатних округах | Отримано в одномандатних округах | Мандатів за партійним списком | Мандатів всього |
| Партія                              | Голосів                     | Частка (%)                  | Всього                           | З них додаткових місць           | Мандатів за партійним списком | Мандатів всього |
| ----------------------------------- | --------------------------- | --------------------------- | -------------------------------- | -------------------------------- | ----------------------------- | --------------- |
| ХДС                                 | 11 828 277                  | 27,3                        | 173                              | 21                               | 21                            | 194             |
| СДПН                                | 9 990 488                   | 23,0                        | 64                               | -                                | 82                            | 146             |
| ВДП                                 | 6 316 080                   | 14,6                        | -                                | -                                | 93                            | 93              |
| «Ліві»                              | 5 155 933                   | 11,9                        | 16                               | -                                | 60                            | 76              |
| «Зелені»                            | 4 643 272                   | 10,7                        | 1                                | -                                | 67                            | 68              |
| ХСС                                 | 2 830 238                   | 6,5                         | 45                               | 3                                | -                             | 45              |
| Пірати                              | 847 870                     | 2,0                         |                                  |                                  |                               |                 |
| НДП                                 | 635 525                     | 1,5                         |                                  |                                  |                               |                 |
| Інші                                | 1 123 507                   | 2,5                         |                                  |                                  |                               |                 |
| Виборців                            | 62 168 489                  | 100,0                       |                                  |                                  |                               |                 |
| Проголосувало                       | 44 005 575                  | 70,78                       |                                  |                                  |                               |                 |
| Дійсних голосів                     | 43 371 190                  | 98,56                       |                                  |                                  |                               |                 |
| Не проголосувало                    | 18 162 914                  | 29,21                       |                                  |                                  |                               |                 |
| Всього мандатів                     | Всього мандатів             | Всього мандатів             | 299                              | 24                               | 323                           | 622             |
| Джерело: Федеральна виборча комісія |                             |                             |                                  |                                  |                               |                 |